# Olivia Nordgren
Olivia Lovisa Nordgren född Larsdotter 27 februari 1880 i Gislöv, Malmöhus län, död 7 juni 1969 i Trelleborg, var en svensk typograf och socialdemokratisk riksdagspolitiker. 
Hon ingick i styrelsen för typografförbundets Trelleborgsavdelning 1908–1922, var ordförande i kvinnoklubben, styrelseledamot i arbetarekommunen 1913–1918, ledamot av socialdemokratiska partistyrelsen 1924–1952, stadsfullmäktigeledamot i Trelleborg 1915–1934 och riksdagsledamot 1925–1952.

## Biografi
Nordgren, som var gift med redaktören Seth Nordgren, arbetade som typograf vid Trelleborgs Allehanda från 1894. 
Hon anslöt sig 1907 till Socialdemokratiska partiet, blev fackligt engagerad och 1915 invald i Trelleborgs stadsfullmäktige. 1924 invaldes hon i den socialdemokratiska partistyrelsen och var länge den enda kvinnan där. 
Nordgren var ledamot av riksdagens andra kammare från 1926, invald i Malmöhus läns valkrets. Från 1923 tillhörde hon Malmöhus läns landsting och anlitades för flera statliga utredningar, bland annat 1928 års pensionsförsäkringskommitté och i 1932 och 1933 års hembiträdesutredningar. 
Hon var även engagerad i pensionsfrågor och ledamot av Livsmedelskommissionen. 
1932 var hon en av endast fyra kvinnor i riksdagen (Kerstin Hesselgren, Olivia Nordgren, Bertha Wellin och Agda Östlund). 
Olivia Nordgren hade ett gott samarbete med Per Albin Hansson, som hade stort förtroende för henne. Hansson sade att om han någon gång skulle göra en kvinna till minister, "så skulle det vara Olivia". Nordgren tilldelades Illis Quorum i guld av tolfte storleken för sina sociala insatser.